# Roque Mesa
Roque Mesa (Telde, 1989. június 7. –) spanyol labdarúgó, a Valladolid középpályása.

## Pályafutása
Mesa a spanyolországi Teldében született. Az ifjúsági pályafutását a Valdecasa, a Yoñe és a Telde csapatában kezdte, majd a Levante akadémiájánál folytatta.
2005-ben mutatkozott be a Telde felnőtt keretében. 2007 és 2017 között több klubnál is szerepelt, játszott például a Levante B, a Huracán, a Tenerife B, a Las Palmas B, a Las Palmas és az Atlético Baleares csapatában is. 2017-ben az angol első osztályban érdekelt Swansea City szerződtette. A 2017–18-as szezon második felében a Sevillánál szerepelt kölcsönben. A lehetőséggel élve, 2018 nyarán a Sevillához igazolt. A 2019–20-as idényben a Leganés csapatát erősítette szintén kölcsönben. 2020. október 5-én hároméves szerződést kötött a Valladolid együttesével. Először a 2020. október 25-ei, Alavés ellen 2–0-ra elvesztett mérkőzés 60. percében, Toni Villa cseréjeként lépett pályára. Első ligagólját 2021. február 13-án, az Eibar ellen idegenben 1–1-es döntetlennel zárult találkozón szerezte meg.

## Statisztikák
2022. december 30. szerint
| Klub                 | Szezon   | Osztály          | Bajnokság | Bajnokság | Kupa és Ligakupa | Kupa és Ligakupa | Nemzetközi | Nemzetközi | Összesen | Összesen |
| Klub                 | Szezon   | Osztály          | Meccs     | Gól       | Meccs            | Gól              | Meccs      | Gól        | Meccs    | Gól      |
| -------------------- | -------- | ---------------- | --------- | --------- | ---------------- | ---------------- | ---------- | ---------- | -------- | -------- |
| Las Palmas           | 2011–12  | Segunda División | 19        | 0         | 0                | 0                | —          | —          | 19       | 0        |
| Las Palmas           | 2014–15  | Segunda División | 36        | 4         | 4                | 0                | —          | —          | 40       | 4        |
| Las Palmas           | 2015–16  | La Liga          | 34        | 1         | 5                | 0                | —          | —          | 39       | 1        |
| Las Palmas           | 2016–17  | La Liga          | 35        | 1         | 1                | 0                | —          | —          | 36       | 1        |
| Las Palmas           | Összesen | Összesen         | 124       | 6         | 10               | 0                | 0          | 0          | 134      | 6        |
| Swansea City         | 2017–18  | Premier League   | 11        | 0         | 5                | 0                | —          | —          | 16       | 0        |
| Sevilla (kölcsönben) | 2017–18  | La Liga          | 7         | 0         | 0                | 0                | —          | —          | 7        | 0        |
| Sevilla              | 2018–19  | La Liga          | 31        | 2         | 6                | 0                | 12         | 1          | 49       | 3        |
| Sevilla              | Összesen | Összesen         | 38        | 2         | 6                | 0                | 12         | 1          | 56       | 3        |
| Leganés (kölcsönben) | 2019–20  | La Liga          | 29        | 1         | 1                | 0                | —          | —          | 30       | 1        |
| Valladolid           | 2020–21  | La Liga          | 25        | 1         | 3                | 2                | —          | —          | 28       | 3        |
| Valladolid           | 2021–22  | Segunda División | 39        | 3         | 3                | 1                | —          | —          | 42       | 4        |
| Valladolid           | 2022–23  | La Liga          | 13        | 2         | 2                | 0                | —          | —          | 15       | 2        |
| Valladolid           | Összesen | Összesen         | 77        | 6         | 8                | 3                | 0          | 0          | 85       | 9        |
| Összesen             | Összesen | Összesen         | 279       | 15        | 30               | 3                | 12         | 1          | 321      | 19       |

## Sikerei, díjai
Valladolid
- Segunda División
  - Feljutó (1): 2021–22

## Fordítás
Ez a szócikk részben vagy egészben  a   Roque Mesa című angol Wikipédia-szócikk fordításán alapul.  Az eredeti cikk szerkesztőit annak laptörténete sorolja fel. Ez a jelzés csupán a megfogalmazás eredetét és a szerzői jogokat jelzi, nem szolgál a cikkben szereplő információk forrásmegjelöléseként.